# Silvano Bassetti
Silvano Bassetti (Cavedago, 12 dicembre 1944 – Bolzano, 26 aprile 2008) è stato un politico e architetto italiano.

## Biografia
Nato in Trentino, si trasferisce però a Bolzano con la famiglia al termine del secondo conflitto mondiale.
Ha studiato architettura al Politecnico di Milano, e durante gli anni della contestazione fu esponente dell'Intesa Cattolica (ne fu segretario nazionale) prima, e del Movimento Studentesco poi.
Aderì poi a Lotta Continua. Di quella sua esperienza dice:
(Dal blog personale)
Nel 1969 si laureò, e cominciò a praticare la professione a Bolzano. Si è occupato per lo più di pianificazione territoriale, e sull'argomento ha all'attivo anche molte pubblicazioni.
Numerose sono state le collaborazioni con istituzioni scientifiche ed universitarie. Tra tutte, l'Eurac, la CIPRA, le università di Milano, Trento e Venezia.
Ha contribuito alla nascita del polo fieristico a Bolzano Sud, con l'annesso Palaonda.
Nel 1985, da vicepresidente dell'Ordine degli Architetti della Provincia di Bolzano, fonda e dirige la rivista TURRIS BABEL. Anche la fondazione di Atlas, la rivista della sezione altoatesina dell'Istituto Nazionale di Urbanistica si deve a Silvano Bassetti.

## Impegno in politica
Fino a quel momento Bassetti era stato molto attivo nel sociale, ma lontano dai partiti. A metà degli anni novanta si iscrisse invece ai Democratici di Sinistra. Nel 2000 viene candidato alle comunali. Fu eletto e nominato assessore all'urbanistica dall'allora sindaco Giovanni Salghetti Drioli. È stato confermato nel suo ruolo anche nel 2005 dal successivo sindaco di centrosinistra, Luigi Spagnolli.
Nel 2007 ha guidato la lista "Bolzano Democratica" alle elezioni primarie per la costituente provinciale del Partito Democratico. Pochi mesi dopo si spense, dopo una lunga malattia.

## Opere
- La casa a Bolzano, Edizioni L. C., 1976
- (con P. Morello), Paesaggio ed architettura rurale nelle valli ladine delle Dolomiti, Edizioni BTB, Trento, 1983
- (con L. Ceschia, H. Glauber, P. Morello, G. Pasquali e A. Zendron), Laboratorio Bolzano - Hauptstadt Bozen, Ed. Laboratorio, Bolzano
- (con F. Anesi, S. Franchini e P. Morello), Le viles della Val Badia, Ed. Priuli e Verlucca, Ivrea, 1989
- (con S. Spada Pintarelli), La chiesa e il convento dei Domenicani a Bolzano, Ed. comune di Bolzano, Bolzano, 1989
- La sperimentazione di un prontuario, in La norma non normata, a c. di L. Padovani e B. Zanon, Ed. Università, Trento, 1992
- Trasformazioni territoriali e legislazione nella provincia Autonoma di Bolzano-Bozen, in Cinquant'anni dalla legge urbanistica italiana, a cura di E. Salzano, Editori Riuniti, Roma, 1993
- L'Architettura in Sudtirolo: alla ricerca di un'identità culturale tra conflitto e convivenza, in Architettura in Alto Adige dal 1900 ad oggi, Ed. Raetia, Bolzano 1993 (ISBN 88-7283-036-2)
- (con G. Pasquali), "Kulturlandschaft": il paesaggio agrario tradizionale, in Paesaggi di Architettura, Ed. Skira, Milano, 1996 (ISBN 8881182033)
- Dalla città fortificata alla città murata, in Bolzano fra i Tirolo e gli Asburgo, Ed. Athesia, Bolzano 1999 (ISBN 8870149862)